# Mucize Doktor
Mucize Doktor (en español: Doctor Milagro) es una serie de televisión turca de 2019, producida por Medyapım junto a MF Yapım para Fox Turquía.
Es una adaptación de la serie surcoreana de 2013 Buen doctor.

## Sinopsis
La historia gira en torno a Ali Vefa (Taner Ölmez), un joven con trastornos del espectro autista asociado con síndrome del sabio, que fue enviado a un centro de atención especializada desde niño, donde se descubrió que tenía grandes capacidades cerebrales y penetrantes habilidades especiales. Él entra finalmente al campo de la cirugía pediátrica como residente, en donde se le da seis meses para demostrar que era capaz. Sin embargo, debido a su estado mental y emocional atípico, enfrenta los conflictos de sus pares y de los pacientes, quienes lo ven como pueril y poco fiable.

## Episodios
| Temporada | Temporada | Episodios | Episodios | Emisión original         | Emisión original    |
| Temporada | Temporada | Episodios | Episodios | Primera emisión          | Última emisión      |
| --------- | --------- | --------- | --------- | ------------------------ | ------------------- |
|           | 1         | 28        | 28        | 12 de septiembre de 2019 | 26 de marzo de 2020 |
|           | 2         | 36        | 36        | 17 de septiembre de 2020 | 27 de mayo de 2021  |

## Elenco

### Reparto principal
- Taner Ölmez como Ali Vefa[5]
  - Adin Külçe como Ali Vefa (niño).
- Sinem Ünsal como Nazli Gülengül Vefa.
- Onur Tuna como Ferman Eryiğit.
- Hazal Türesan como Beliz Boysal.
- Murat Aygen como Tanju Korman.
- Özge Özder como Kıvılcım Boysal.
- Reha Özcan como Adil Erinç.
- Bihter Dinçel como Selvi Ustagil.
- Fırat Altunmeşe como Demir Aldirmaz.
- Hayal Köseoğlu como Açelya Dingin.
- Korhan Herduran como Güneş.
- Merve Bulut como Gülin Şenalp.

### Recurrentes

#### Primera temporada
- Berk Tuna Toktamışoğlu como Ahmet Vefa.
- Hülya Aydın como Gülcan Vefa.
- Cenan Çamyurdu como Hikmet Vefa.
- Melis Gürhan como Duygu.
- Dilek Köse como Fatoş Eryiğit.
- Yasemin Özilhan como Ela Altındağ. Es el mismo papel en la otra serie médica Doktorlar.[6]
- Beren Gökyıldız como Betüş Aydinli.
- Ipek Çiçek como Kübra Aydinli.
- Kemal Başar como Süleyman Aldirmaz.
- Hasan Küçükçetin como Efkan.
- Merve Dizdar como Damla Kıyak.

#### Segunda temporada
- Serhat Barış como Raci.
- Hakan Kurtaş como Doruk Özütürk.
- Cengiz Tangör como Haluk Hoca.
- Seda Bakan como Ferda Erinç.
- Edip Saner como İsmet Gülengül.
- Ezgi Asaroğlu como Ezo Kozoğlu.
- Zerrin Tekindor como Vuslat Kozoğlu.
- Serkan Keskin como Muhsin Korunmaz.
- Ada Mina Küçük como Suna Korman.
- Ecem Simge Yurdatapan como Harika Turşucuzade.

## Producción
Debido a la pandemia de COVID-19 en Turquía, las grabaciones y la emisión de la primera temporada se cancelaron y finalizaron a fines de marzo de 2020. En julio se reanudó el rodaje de la segunda temporada.

## Adaptaciones
| Año  | País           | Cadena  | Nombre                         |
| ---- | -------------- | ------- | ------------------------------ |
| 2013 | Corea del Sur  | KBS 2TV | Buen doctor (versión original) |
| 2017 | Estados Unidos | ABC     | The Good Doctor                |
| 2018 | Japón          | Fuji TV | Guddo Dokuta                   |